# Robert Anton Wilson
Pour les articles homonymes, voir Robert Wilson, Wilson et Anton.
Œuvres principales
- Illuminatus !

Robert Anton Wilson ou RAW, né le 18 janvier 1932 à Brooklyn dans l'État de New York et mort le 11 janvier 2007  à Capitola en Californie, est un écrivain américain.

## Biographie
Son œuvre la plus connue — Illuminatus ! (1975), coécrite avec Robert Shea — examinait de manière humoristique la paranoïa américaine des conspirations. Ce livre mélangeait des informations véritables et de la fiction[réf. nécessaire] afin d'engager le lecteur dans ce que Wilson appelle l’« Operation Mindfuck ». Ce livre fut décrit comme un « conte de fées pour paranoïaques »[réf. nécessaire]. Par la suite Wilson continua à étendre dans ses autres œuvres le thème développé dans son livre sur les Illuminati.
Dans Cosmic Trigger I: Final Secret of the Illuminati (1977) ainsi que dans d'autres œuvres, il rendit accessible à une plus large audience des domaines tels que le discordianisme, le soufisme, le bouddhisme zen, les pratiques occultes d'Aleister Crowley, les Illuminati et autres philosophies ésotériques ou de la contre-culture. Il est également un défenseur des thèses de Timothy Leary concernant le « modèle de conscience à huit circuits » et l'engineering linguistique, au sujet desquelles il écrivit dans son Prometheus Rising (1983) et Quantum Psychology (1990). Avec Leary, il aida à promouvoir les idées de migration spatiale, d'augmentation de l'intelligence et de l'expansion de la vie. Wilson fut l'avocat de nombres des théories utopistes de Buckminster Fuller, ainsi que du théoricien des médias Marshall McLuhan et du cofondateur de la programmation neuro-linguistique, Richard Bandler.
Dans une interview donnée en 2003 au magazine High Times, Wilson se décrit lui-même comme un « modèle agnostique » qui consiste à ne jamais considérer un modèle ou une carte de l'univers avec une foi totale ou un déni total.
RAW a eu le poste de directeur américain du Committee for Surrealist Investigation of Claims of the Normal (Comité pour l'investigation surréaliste des prétentions à la normalité).
En 2006, il est atteint du syndrome post-poliomyélite et reste hospitalisé. N'ayant pas d'assurance, les frais sont couverts par ses économies et par un fonds de soutien. Le 6 janvier 2007, il écrivit sur son blog que les médecins estimaient qu'il lui restait entre deux jours et deux mois à vivre. Il mourut cinq jours plus tard, le 11 janvier 2007.

## Œuvres
Romans
- The Sex Magicians (1973)
- Illuminatus ! (The Illuminatus! Trilogy, 1975) (avec Robert Shea)
  - L'Œil dans la pyramide (The Eye in the Pyramid), traduit par Gilles Fournier, Librairie des Champs Elysées, 1998
  - La Pomme d'or (The Golden Apple), traduit par Gilles Fournier, Librairie des Champs Elysées, 1999
  - Leviathan (non traduit en français)
- Schrödinger's Cat Trilogy (1980-1981)
  - The Universe Next Door
  - The Trick Top Hat
  - The Homing Pigeon
- Masks of the Illuminati (1981)
- The Historical Illuminatus Chronicles
  - The Earth Will Shake (1982)
  - The Widow's Son (1985)
  - Nature's God (1991)

Autobiographies
- Cosmic Trigger
  - The Final Secret of the Illuminati (1977)
  - Down To Earth (1992)
  - My Life After Death (1995)

Pièces de théâtre, scénarios
- Wilhelm Reich in Hell (1987)
- Reality Is What You Can Get Away With : An Illustrated Screenplay (1992 ; 1996 : nouvelle édition augmentée)
- The Walls Came Tumbling Down (1997)

Essais
- Playboy's Book of Forbidden Words (1972)
- Sex and Drugs : A Journey Beyond Limits (1973)
- The Book of the Breast (1974)
- Neuropolitics (1978) (avec Timothy Leary et George Koopman)
- The Game of Life (1979) (avec Timothy Leary)
- The Illuminati Papers (1980)
- Right Where You Are Sitting Now (1983)
- Prometheus Rising (1983)
- The New Inquisition (1986)
- Natural Law, or Don't Put a Rubber on Your Willy (1987)
- Coincidance (1988)
- Neuropolitique (1988) (avec Timothy Leary et George Koopman), révision de Neuropolitics
- Sex, Drugs and Magick : A Journey Beyond Limits (1988) révision, avec une nouvelle introduction, de Sex and Drugs : A Journey Beyond Limits
- Ishtar Rising (1989), révision de The Book of the Breast
- Quantum Psychology (1990)
- Everything Is Under Control (1998)
- TSOG: The Thing That Ate the Constitution (2002)
- Email to the Universe and other alterations of consciousness (2005)

En tant qu'éditeur
- Semiotext(e) SF (1989), anthologie de science-fiction ; coédité par Rudy Rucker et Peter Lamborn Wilson
- Chaos and Beyond (1994), éditeur et auteur principal

Articles
- How Brain Software Programs Brain Hardware dans Rebels & Devils, The Psychology of Liberation (1996-2000) édité par Christopher S. Hyatt

Introductions et préfaces
- The Illuminoids : Secret Societies and Political Paranoia (1978) par Neal Wilgus
- Principia Discordia, ou Comment J'ai Trouvé la Déesse Et Ce Que Je Lui Ai Fait Quand Je L'ai Trouvée (1979) par Malaclypse The Younger (Greg Hill) et Lord Omar Khayyam Ravenhurst (Kerry Thornley)
- Undoing Yourself With Energized Meditation and Other Devices (1984-2008) par Christopher S. Hyatt
- Monsters & Magical Sticks : There's No Such Thing As Hypnosis ? (1987-2009) par Steven Heller et Terry Lee Steele
- All Rites Reversed : Ritual Technology for Self-Initiation (1988-1991) par Antero Alli
- Secrets Of Western Tantra, The Sexuality of the Middle Path (1989-2008) par Christopher S. Hyatt
- Angel Tech : A Modern Shaman's Guide to Reality Selection (1988), par Antero Alli
- Sex and Rockets : The Occult World of Jack Parsons (2000), par John Carter
- To Lie Is Human, Not Getting Caught Is Divine (2004) par Christopher S. Hyatt
- An Insider's Guide To Robert Anton Wilson (2004) par Eric Wagner
- Portable Darkness : An Aleister Crowley Reader (2007) édité par Scott Michaelsen